# シドニー・アウトロー
シドニー・アウトロー（Sidney Outlaw、1992年4月11日 - ）は、アメリカ合衆国の男性総合格闘家。
ペンシルベニア州テルフォード出身。DANTE RIVERA BJJ所属。

## 来歴
2010年、18歳でアマチュアデビュー。
2013年2月2日、CFFC 19でプロデビュー。ムトゥメ・グッドラムに2RTKO勝ち。
2013年6月14日、Ring of Combat 45でスティーブ・シムズと対戦。リアネイキドチョークで3R一本勝ち。
2014年5月2日、Bellator118でマイク・バノンと対戦し3-0の判定勝ち。
2014年9月13日、WSOF-13 Moraes vs Bollingerでニック・ブラウンと対戦しTKO負け。
2015年7月25日、GPG 21 FFighting for Autismでクリスチャン・レナードと対戦し3-0で判定勝ち。
2015年9月12日、NEF 19: Homecomingでダリウス・ヘイリガーと対戦しリアネイキドチョークで1R一本勝ち。
2015年11月20日、Ring of Combat 53でイライジャ・ハーシュバーガと対戦しギロチンチョーク1R一本負け。
2016年6月3日、Ring of Combat 55でグレガー・ガレスピーと対戦し1-2で判定負け。
2016年10月15日、PA Cage Fight 26でラショーン・アルコックスと対戦しリアネイキドチョークで2R一本勝ち。
2017年2月24日、Ring of Combat 58でタージ・アブドゥル・ハキムと対戦し3-0で判定勝ち。
2017年6月2日、Ring of Combat 59でジェームズ・ラムリと対戦しリアネイキドチョークで1R一本勝ち。
2017年7月18日、Dana White's Contender Series 2でマイケル・コーラと対戦し3-0で判定勝ち。
2018年6月29日、Titan FC 50でラウシュ・マンフィオと対戦し3-0で判定勝ち。
2018年9月21日、Ring of combat 65でクシシュトフ・クワクと対戦しアームロックで2R一本勝ち。
2018年12月26日、Island Fights 51でザック・フィアーズと対戦しアームロックで1R一本勝ち。
2019年5月17日、CFFC 74でセザール・バルマセダと対戦しリアネイキドチョークで1R一本勝ち。

### Bellator
2019年11月14日、Bellator234でロジャーウエルタと対戦し3-0で判定勝ち。
2019年12月29日、Bellator237でマイケルチャンドラーと対戦し1RKO負け。
2020年8月21日、Bellator244でアダムピコロッティと対戦し2-1で判定勝ち。
2021年6月25日、Bellator261でマイルズ・マディソン・ジュリーと対戦しリアネイキドチョークで3R一本勝ち。
2022年7月22日、Bellator283でパトリッキー・ピットブルとタイトルマッチだったが、負傷で欠場しノンタイトルマッチでトフィック・ムサエフと対戦し1RTKO負け。
2023年8月11日、Bellator298でイスラム・マメドフと対戦し3-0で判定勝ち。
2023年11月17日、Bellator301でAJ・マッキーと対戦し0-3で判定負け

## 戦績
| 総合格闘技 戦績 | 総合格闘技 戦績 | 総合格闘技 戦績 | 総合格闘技 戦績 | 総合格闘技 戦績 | 総合格闘技 戦績 | 総合格闘技 戦績 |
| --------------- | --------------- | --------------- | --------------- | --------------- | --------------- | --------------- |
| 25 試合         | (T)KO           | 一本            | 判定            | その他          | 引き分け        | 無効試合        |
| 19 勝           | 1               | 9               | 9               | 0               | 0               | 0               |
| 6 敗            | 3               | 1               | 2               | 0               | 0               | 0               |

| 勝敗 | 対戦相手                       | 試合結果                       | 大会名                               | 開催年月日     |
| ○    | マルコ・エルピディオ           | 5分3R終了 判定3-0              | SFN 7                                | 2024年10月18日 |
| ○    | ダン・モレット                 | 1R 1:07 リアネイキッドチョーク | XFC 51                               | 2024年9月27日  |
| ×    | AJ・マッキー                   | 5分3R終了 判定0-3              | Bellator 301: Amosov vs. Jackson     | 2023年11月17日 |
| ○    | イスラム・マメドフ             | 5分3R終了 判定3-0              | Bellator 298: Storley vs. Ward       | 2023年8月11日  |
| ×    | トフィック・ムサエフ           | 1R 0:27 TKO（右フック）        | Bellator 283: Lima vs. Jackson       | 2022年7月22日  |
| ○    | マイルズ・ジュリー             | 3R 4:44 リアネイキッドチョーク | Bellator 261: Johnson vs. Moldavsky  | 2021年6月25日  |
| ○    | アダム・ピコロッティ           | 5分3R終了 判定2-1              | Bellator 244: Nemkov vs. Bader       | 2020年8月21日  |
| ×    | マイケル・チャンドラー         | 1R 2:59 KO（右ストレート）     | Bellator JAPAN                       | 2019年12月29日 |
| ○    | ロジャー・ウエルタ             | 5分3R終了 判定3-0              | Bellator 234: Kharitonov vs. Vassell | 2019年11月14日 |
| ○    | セザール・バルマセダ           | 1R リアネイキッドチョーク      | CFFC 74                              | 2019年5月17日  |
| ○    | ザック・フィアーズ             | 1R アームロック                | Island Fights 51                     | 2018年12月26日 |
| ○    | クシシュトフ・クワク           | 2R アームロック                | Ring of Combat 65                    | 2018年9月21日  |
| ○    | ラウシュ・マンフィオ           | 5分3R終了 判定3-0              | Titan FC 50                          | 2018年6月29日  |
| ○    | マイケル・コーラ               | 5分3R終了 判定3-0              | Dana White's Contender Series 2      | 2017年7月18日  |
| ○    | ジェームス・ラムリ             | 1R リアネイキッドチョーク      | Ring of Combat 59                    | 2017年6月2日   |
| ○    | タージ・アブドゥル・ハキム     | 5分3R終了 判定3-0              | Ring of Combat 58                    | 2017年2月24日  |
| ○    | ラショーン・アルコックス       | 2R リアネイキッドチョーク      | PA Cage Fight 26                     | 2016年10月15日 |
| ×    | グレゴール・ガレスピー         | 5分3R終了 判定1-2              | Ring of Combat 55                    | 2016年6月3日   |
| ×    | イライジャ・ハッシュバーガ     | 1R ギロチンチョーク            | Ring of Combat 53                    | 2015年11月20日 |
| ○    | ダリウス・ヘイリガー           | 1R リアネイキッドチョーク      | NEF 19: Homecoming                   | 2015年9月12日  |
| ○    | クリスチャン・レナード         | 5分3R終了 判定3-0              | GPG 21 FFighting for Autism          | 2015年7月25日  |
| ○    | アストローギスト・アンカラエフ | 5分3R終了 判定3-0              | LNNC 305                             | 2014年11月12日 |
| ×    | ニック・ブラウン               | TKO                            | WSOF-13 Moraes vs Bollinger          | 2014年9月13日  |
| ○    | マイク・バノン                 | 5分3R終了 判定3-0              | Bellator 118: Warren vs. Silva       | 2014年5月2日   |
| ○    | スティーブ・シムズ             | 3R リアネイキッドチョーク      | Ring of Combat 45                    | 2013年6月14日  |
| ○    | ムトゥメ・グッドラム           | 2R TKO                         | CFFC 19                              | 2013年2月2日   |